# Paul Haddacks
Paul Kenneth Haddacks, né le 27 octobre 1946, est lieutenant-gouverneur de l'île de Man de 2005 à 2011, poste qu'il a reçu sur nomination de la reine Élisabeth II.

## Biographie

### Lieutenant-gouverneur de l'île de Man
Sa fonction de lieutenant-gouverneur prend fin le 1er avril 2011, Haddacks ayant bénéficié d'une extension de six mois à son mandat initial de cinq années, en raison des élections législatives britanniques de 2010 qui auraient été un obstacle à la nomination d'un successeur. À l'issue du mandat de Paul Haddacks, la fonction de lieutenant-gouverneur sera désormais attribuée, non plus par la reine, mais par un vote de représentants locaux mannois, mesure annoncée par le ministre principal de l'île de Man, Tony Brown.
Adam Wood lui succède le 7 avril 2011.